# هنادزی آلیاشچوک
هنادزی آلیاشچوک (روسی: Геннадий Олещук؛ زادهٔ ۲۹ ژوئن ۱۹۷۵) وزنه‌بردار سابق اهل بلاروس است.